# Ehrhardt E-V/4

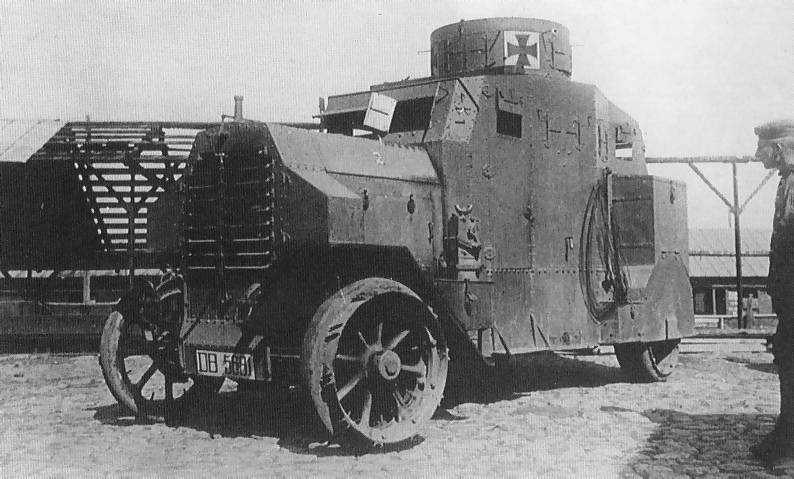
Ehrhardt pantserwagen

De Straßenpanzerkraftwagen Ehrhardt E-V/4 was een Duitse pantserwagen die tijdens de Eerste Wereldoorlog werd ingezet.
De ontwikkeling van de Ehrhardtserie begon in 1906 met de BAK (Ballon Abwehr Kanone), een mobiel luchtafweerkanon. Er was weinig belangstelling voor de Ehrhardt, die werd getest in de Verenigde Staten. Toen de Eerste Wereldoorlog uitbrak, had Duitsland geen pantservoertuigen. De Duitsers stuitten op de Britse en Belgische pantservoertuigen zoals de Minerva en de Lanchester. Duitsland begon in oktober 1914 te zoeken naar een eigen pantservoertuig. Drie bedrijven hadden een ontwerp klaar: Daimler met de Daimler/15, Büssing met de Büssing A5P en de auto-onderneming van Ehrhardt in Düsseldorf met de Ehrhardt E-V/4, een opvolger van de BAK die voorzien was van een 6,5 cm-luchtafweerkanon. De drie ontwerpen waren allemaal voorzien van wielen en geen rupsbanden en waren geschikt voor een bemanning van acht of negen man, waarvan er drie MG 08 machinegeweren bedienden. Ze werden beschermd door een 7 mm-bepantsering.
De oorlog in het westen had het landschap vervormd tot een moerassig gebied, zodat de Duitsers het nut van de drie voertuigen niet inzagen. De Daimler- en Ehrhardt-prototypes waren beide afhankelijk van het gebruik van dubbele wielen aan iedere kant van de achterzijde, en hadden flenzen over de binnenste wielen aan de voorzijde in een poging om het voertuig op die manier geschikt te maken voor onbegaanbaar terrein.
Echter, in de herfst van 1916, werden de drie voertuigen ondergebracht in een eenheid genaamd Panzerkraftwagen MG-Zug 1. De eenheid opereerde eerst in de Elzas en vervolgens aan de Roemeense fronten. Het was een aanzienlijk succes. Eind mei 1916 werd uiteindelijk voor de Ehrhardt E-V/4 M1915 gekozen.
De productie begon met 20 exemplaren onder de benaming Ehrhardt E-V/4 M1917. Deze werd voorzien van bepantserde koplampen en een horizontaal gepantserde voorkant. Door de 85 pk zware dieselmotor - die zes versnellingen vooruit en zes achteruit had - en een vierwielaandrijving, kon het voertuig een topsnelheid behalen tot 59 km/h met een bereik tot 245 km. De bepantsering werd 9 mm in plaats van 7 mm. Het voertuig had zeven machinegeweren. Twee waren gemonteerd in een draaiende toren op het voertuig, iedere zijkant werd voorzien van twee machinegeweren en de voorkant van een. Een achtste machinegeweer was in reserve en kon toegepast worden achteraan.
Na de oorlog bleven de overgebleven voertuigen in Duitsland die door de Duitse Polizei (politie) werden gebruikt. Er werden in 1919 nog 20 exemplaren besteld met de benaming Ehrhardt E-V/4 Sonderwagen M1921.